# О развитии хозяйственной деятельности советских организаций за рубежом
«О развитии хозяйственной деятельности советских организаций за рубежом» — постановление Совета министров СССР №412 от 18 мая 1989 года, фактически ликвидировавшее монополию внешней торговли в СССР и обеспечившее предприятиям и организациям прямой выход на внешний рынок. Важная часть законодательной базы Перестройки. 

## Декларируемые цели
Изменение правового регулирования внешнеэкономической деятельности преследовало следующие цели:
1. Расширение экспорта («активное продвижение советских товаров, прежде всего промышленных, на внешних рынках»);
2. Диверсификация импорта («обеспечение стабильного и эффективного снабжения страны необходимыми ресурсами по импорту, в том числе за счет их целевого производства в иностранных государствах»);
3. Рост доходов от внешнеэкономической деятельности, в том числе биржевых спекуляций («проведения операций с ценными бумагами»);
4. Перенятие «передового опыта» («освоение новых форм сотрудничества, в частности в области промышленной кооперации, инвестиции и финансов, использование передовой зарубежной технологии и опыта управления»).

Кроме того, целями постановления были названы «углубление социалистической экономической интеграции на уровне ее хозяйственных звеньев» без пояснения, каким образом социалистическая интеграция должна происходить с капиталистическими партнёрами, и укрепление контактов с этими партнерами, «деловыми и общественными кругами иностранных государств».
Ещё до постановления Совета Министров СССР № 412 от 18 мая 1989 года было принято постановление Совета Министров СССР №1405 от 2 декабря 1988 года «О дальнейшем развитии внешнеэкономической деятельности государственных, кооперативных и иных общественных предприятий, объединений и организаций». Оно предусматривало, что предприятия, объединения, производственные кооперативы и иные организации могут направлять на экспорт производимую ими продукцию (работы, услуги) и что они вправе расходовать по решению трудовых коллективов имеющиеся средства в переводных рублях и национальных валютах стран - членов СЭВ полностью и до 10 процентов (до 15 процентов для предприятий, объединений и организаций Дальневосточного экономического района) средств в других видах валют, включая свободно конвертируемую валюту, на приобретение товаров народного потребления, медикаментов и медицинской техники, укрепление материально-технической базы социально-культурной сферы.

## Механизмы
Механизмами реализации постановления авторам виделись создание предприятий с советским участием в их капитале и в руководстве, а также инвестиции в «доходные активы» (ценные бумаги других предприятий) и в «операции на фондовых и товарных биржах».
Создание предприятий должно было происходить «с согласия вышестоящих министерств, ведомств СССР, Советов Министров союзных республик, Мосгорисполкома, Ленгорисполкома, с учетом рекомендаций Министерства внешних экономических связей СССР и Министерства иностранных дел СССР», а если такие предприятия создают вневедомственные «акционерные общества, ассоциации, консорциумы, торговые дома, а также госпредприятия, объединения и организации» — то согласие на это им выдаёт Министерство внешних экономических связей СССР, согласно рекомендациям Министерства иностранных дел СССР.
Министерство внешних экономических связей получало право выпускать на внешние рынки кооперативы и общественные организации, выдавая им разрешение на внешнеэкономическую деятельность.
Операции с ценными бумагами должен был курировать Внешэкономбанк, но это было не обязательно.
Советским организациям было рекомендовано создавать предприятия за рубежом «путем учреждения новых или приобретения акций (паев) уже существующих предприятий, а также на основе объектов, сооружаемых по линии экономического и технического содействия СССР иностранным государствам». Механизм перетекания прав собственности на созданные за государственный счет «по линии содействия» в частные руки в постановлении не оговаривался.
Министерству внешних экономических связей СССР, Министерству финансов СССР и Министерству иностранных дел СССР было поручено обеспечить подготовку и переподготовку специалистов для новых экспортёров на базе Всесоюзной академии внешней торговли, Московского финансового института и Московского государственного института международных отношений, а самим предприятиям было предписано укомплектовывать штаты зарубежных компаний «высококвалифицированными кадрами».

## Реализация
Предоставление частным игрокам доступа к внешним рынком сопровождалось многочисленными оговорками. В постановлении констатировалось, что советские организации отстранены от зарубежной хозяйственной деятельности, «строительство промышленных и иных объектов по линии экономического и технического содействия СССР иностранным государствам не связывается с дальнейшим участием советских организаций в их управлении, эксплуатации и получении доходов», что созданные за рубежом акционерные общества и компании с советским участием «немногочисленны», «работают вне сферы производства и мало известны в зарубежных деловых кругах», также мало применяются «целевые инвестиции в предприятия за границей и операции с ценными бумагами». 
Таким образом, предполагалось, что созданные за рубежом свободные советские предприятия займутся инвестициями, выйдут на биржи и начнут получать прибыль от размещённых за рубежом активов.
Однако в результате постановлений №1405 и №412 государственная монополия внешней торговли была фактически ликвидирована, а предприятия-экспортёры получили в своё распоряжение большие объемы не обеспеченных товарной массой денег, что в условиях сохранения регулируемых цен привело лишь к увеличению товарного дефицита.
Чтобы заработать валюту, предприятия не столько поставляли на внешний рынок собственную продукцию, сколько скупали на внутреннем рынке по регулируемым ценам то, что можно сбыть за рубежом, и продавали это за валюту, не гнушаясь демпингом и разрушая устоявшиеся внешнеэкономические связи СССР. 
Так, созданная при личной поддержке М. С. Горбачёва в сентябре 1988 года внешнеэкономическая фирма латвийского колхоза-миллионера «Адажи» «Adažimpeks» вместо поставки на экспорт своей продукции стала бороться с «государственными монополистами» СССР — такими, как Агрохимэкспорт — за право вывозить из СССР востребованные на международном рынке удобрения. «Если мы сами не выпускаем востребованную за рубежом продукцию, мы ищем её внутри страны, организуем маркетинг, — объяснял директор „Adažimpeks“ М. Форстс. — Заключаем договоры с различными объединениями, предприятиями и организациями СССР об экспортно-импортных операциях». Экспорт удобрений начали через Мариуполь, используя как транспортную цепочку сплав на баржах по Каме, Волге и Волго-Донскому каналу до Азовского моря. Тонна хлористого калия в 1988 году стоила 27 рублей, транспортировка до экспортного порта — 16 рублей. Ежемесячная плата за баржи и плавучий кран обходилась в 2000 рублей, проплаты в рублях взял на себя «Adažimpeks». Себестоимость тонны удобрений таким образом не превышала 15 долларов, а на зарубежных рынках её продавали за 90 долларов. Объём сделок колхозной фирмы в 1989 году достиг 50 млн долларов
От «маркетинга» новые внешнеэкономические агенты перешли к созданию представительств за рубежом, уже открывавшие собственные счета, через которые можно было выводить деньги из Советского Союза: так, 26 февраля 1990 была зарегистрирована полностью зарубежная компания Nordex, которую возглавил бывший заместитель директора «Adažimpeks» Григорий Лучанский — она уже занялась исключительно экспортом удобрений, оставив колхоз в стороне.

### Последствия для экономики
К моменту распада Советского Союза доходы частных экспортёров в валюте практически сравнялись с государственными, в то время как у государства не хватало валютных средств на обслуживание своего внешнего долга. 
Согласно докладу заместителя председателя Внешэкономбанка СССР Ю.Полетаева на имя первого вице-премьера российского правительства Е.Гайдара, за 9 месяцев 1991 года от текущего экспорта на счета поступило 26,3 млрд долларов США, из которых в централизованный фонд — 15,9 млрд, а в валютные фонды экспортеров — 10,4 млрд. При этом выплаты по импорту и кредитам составляли 26 млрд долларов США. Дефицит покрывался за счет проведения операций «своп» — новых займов под залог золота. В результате «за 1989—1991 годы из страны вывезли более 1000 тонн [золота], причем процесс шел с ускорением. Печальный рекорд 1990 года — 478,1 тонны. К концу 1991 года золотой запас бывшего Советского Союза упал до беспрецедентно низкой отметки — 289,6 тонн. Им уже нельзя было покрыть даже самые срочные финансовые обязательства, самые неотложные потребности страны», — писал в мемуарах Е.Гайдар.